# برودنگتسا (استان لهستان بزرگ‌تر)
برودنگتسا (به لهستانی:  Brodnica) یک روستا در لهستان است که در گمینا برودنگتسا (استان لهستان بزرگ‌تر) واقع شده‌است. برودنگتسا ۷۲۲ نفر جمعیت دارد.